# Luis Gutiérrez (Fußballspieler)
Luis Gutiérrez (* 20. Jahrhundert) ist ein ehemaliger uruguayischer Fußballspieler.

## Verein
Torhüter Gutiérrez gehörte mindestens in den Jahren 1961 sowie 1965 und 1966 dem Kader Peñarols in der Primera División an. 1961 und 1965 gewann er mit den Aurinegros jeweils den Landesmeistertitel. 1961 sicherten sich die Aurinegros zudem die Trophäe in der seinerzeit noch als Copa Campeones de América bezeichneten Copa Libertadores. Gutiérrez kam dabei allerdings nicht zum Einsatz. Als weiterer Titelgewinn des Jahres 1961 ist zudem der Sieg im Weltpokal verzeichnet. Ein Mitwirken Gutiérrez' in den Hin-, Rück- und Entscheidungsspiel gegen Benfica Lissabon fand aber ebenfalls nicht statt. 1966 stand für Peñarol erneut die Teilnahme an den Finalspielen der Copa Libertadores an, in denen der uruguayische Klub dieses Mal den argentinischen Vertreter River Plate bezwang. Auch in diesen bedeutenden Finalspielen kam er ebenso wenig zum Einsatz, wie anschließend in den Partien um den ebenfalls in jenem Jahr gegen Real Madrid gewonnenen Weltpokal.

## Nationalmannschaft
Gutiérrez nahm mit der Juniorennationalelf Uruguays an der Junioren-Südamerikameisterschaft 1958 teil und holte mit diesem Team den Titel. Im Verlaufe des Turniers wurde er von Trainer Juan Aguilar fünfmal eingesetzt.

## Erfolge
- Junioren-Südamerikameister 1958
- 2× Weltpokal 1961, 1966
- 2× Copa Libertadores 1961, 1966
- 2× Uruguayischer Meister 1961, 1965